# Mannebach (Eifel)
Mannebach ist eine Ortsgemeinde im Landkreis Vulkaneifel in Rheinland-Pfalz. Sie gehört der Verbandsgemeinde Kelberg an.

## Geschichte
Mannebach wird 1336 zuerst erwähnt. Es gehörte zur Grafschaft Virneburg. 1350 ist ein Thylgen von Mannebach Lehnsmann der Grafschaft. Das Erbe der Grafen von Virneburg traten 1556 die von Manderscheid-Schleiden an. Kirchlich gehörte der Ort zum Kirchspiel Retterath. Dort befand sich das virneburgische Hochgericht (zuständig für Strafsachen), in dem Mannebach im 15. Jahrhundert mit einem  Heimburgen (wohl Ortsvorsteher) vertreten war. Mannebach war im 16. Jahrhundert Zentrum der sogenannten Vogtei Mannebach, d. h. einer regionalen Verwaltung. 1815 kam Mannebach zu Preußen und gehörte innerhalb der Rheinprovinz zunächst dem Kreis Adenau an und nach dessen Auflösung 1932 dem Kreis Mayen. 1970 kam es schließlich zum Landkreis Daun.

## Politik

### Gemeinderat
Der Gemeinderat in Mannebach besteht aus sechs Ratsmitgliedern, die bei der Kommunalwahl am 9. Juni 2024 in einer Mehrheitswahl gewählt wurden, und dem Vorsitzenden.

### Bürgermeister
Malte Möbius wurde 2024 Ortsbürgermeister von Mannebach.
Sein Vorgänger war Walter Eich seit 2004.

### Wappen
| Wappen von Mannebach | Blasonierung: „In Gold ein nach oben und nach rechts versetztes rotes Kreuz, oben links sieben rote Rauten (4:3), unten links schwebend ein grüner Palmzweig gekreuzt von einem grünen Pfeil begleitet von einem schräglinken blauen Wellenbalken.“ |
| Wappen von Mannebach | |

## Bauwerke
Im Mannebacher Gemeindewald fand man vorgeschichtliche Hügelgräber sowie römische Bestattungen, die auf eine frühe Besiedlung schließen lassen. Die Kapelle ist der Kreuzerhebung und dem Heiligen Sebastian geweiht. Sie wurde 1772 errichtet. Im Ort gibt es mehrere Basaltkreuze aus dem 18. und einen Bildstock aus dem 17. Jahrhundert.
Siehe auch: Liste der Kulturdenkmäler in Mannebach

## Auszeichnungen
Mannebach nahm 2009 am Dorfwettbewerb „Unser Dorf hat Zukunft“ in der Hauptklasse teil. Auf Kreisebene belegte Mannebach den 1. Platz. Darauf folgte ein 2. Platz im Gebietsentscheid.

## Museum
In Mannebach gibt es seit 1992 ein privates Bauernmuseum. In den liebevoll umgebauten Stallungen seiner Eltern stellt Helmut Müller in seiner beachtlichen Sammlung Werkzeuge, Geräte und Maschinen der Landwirtschaft aus, die zum Teil aus dem 19. und der ersten Hälfte des 20. Jahrhunderts stammen. Unter anderem auch Geräte die zu einer bäuerlichen Schusterwerkstatt und einem Hausbackofen („Backes“) gehörten.